# سلامان وأبسال
سلامان وأبسال هي قصة رمزية في العصر الذهبي للإسلام رواها فلاسفة بأشكال مختلفة، مثل حنين بن إسحاق، وابن سينا، والخواجه نصير الدين الطوسي. وقد كُتبت شروح مختلفة لهذه القصة.

## الخلفية
كان حنين بن إسحاق الطبيب ومترجم الكتب اليونانية إلى العربية، أول من روى قصة سلامان وأبسال، مدعيًا أنه وجدها في مصادر يونانية قديمة. تتوفر نسخ من هذه القصة بنسخة حنين بن إسحاق في مكتبة المتحف البريطاني والمكتبة المركزية لجامعة طهران فقط.
إن ثاني من كتب عن هذه القصة كان ابن سينا في الباب التاسع من كتابه "الإشارات والتنبيهات" وهو كتاب فلسفي صوفيّ، ضمن شرحه لمقامات العارفين، أشار إشارة عابرة إلى هذه القصة، فقال: "كلما بلغ إلى سمعك حديثُ سلامان وأبسال، فاعلم أن سلامان رمزٌ لك، وأبسال رمزٌ لمرتبتك في العرفان، إن كنت من أهله. فإن استطعتَ أن تفكّ الرمز، فافعل".
ولأنه لم يكن لديه إمكانية الوصول إلى القصة الأصلية، فقد عجز فخر الدين الرازي عن فهم إشارات ابن سينا، فانتقدها ووصفها باللغز والأحجية، قائلًا: "إن ما ذكره الشيخ ليس من القصص المعروفة، ولكن هاتين الكلمتين [سلامان وأبسال] كلمتان اخترعهما الشيخ نفسه، ولا يمكن فهم معناهما بالعقل وحده".
وقد ردّ الخواجة نصير الدين الطوسي قول الفخر الرازي، روى شكلين من قصة سلامان وأبسال ممّا وجده بنفسه: أحدهما نقلًا عن حنين بن إسحاق، والآخر عن أبي عبيد الجوزجاني عن ابن سينا، وقال إن الشكل الثاني أقرب إلى رموز ابن سينا وإشاراته ومقصوده.
في القرن التاسع الهجري ألّف عبد الرحمن الجامي كتاب مثنوي سلامان وأبسال استنادًا إلى قصة حنين بن إسحاق.
وفي هذه الأثناء، كُتبَت تعليقات عديدة على هذه القصة من أشخاص مثل جمال الدين علي بن سليمان البحراني، وشرف الدين عبد الله الشيرازي، ومحمود بن ميرزا علي.
يعتقد البعض أن اسمي سلامان وأبسال في القصة الصوفية لابن حنين وابن طفيل مشتقان من الكلمات السنسكريتية "سرامانا" (أو الشامان، وتعني الزاهد) وأبسارا (الجنيات السماوية المرسلة لخداع الزاهدين الذين تشكل قوتهم خطرًا على الآلهة)، وربما كان من اختراع حنين بن إسحاق بالاعتماد على دلالات يونانية.

## ملخص القصة

### الرواية الأولى عن حنين بن إسحاق
في قديم الزمان، كان هناك ملك زاهد يُدعى هِرمانوس، وكان يحكم مصرَ واليونانَ والروم. وبسبب زهده وطول عمره، لم يكن يرغب في الاقتراب من النساء، ولم يكن له وريث. فلجأ إلى حكيم بلاطه، وكان يُدعى أقليقولاس، طالبًا العون. فصنع الحكيمُ جسدًا على هيئة الإنسان، فغرس الملكُ نطفته فيه، فولد له منه غلامٌ سمّاه سلامان.
وُكِل تربية سلامان إلى دایة شابة تُدعى أَبسال. كبر الغلامُ، فاشتعل قلبه حبًّا بدایته. ولمّا بلغ الخبرُ إلى الملك، أنذر ابنه سلامان وحذّره من عاقبة هذا الهوى. لكنّ سلامان وأبسال لم يصغيا، فهربا معًا من أرض الوطن إلى شاطئ بحر المغرب. فعلم الملك بذلك بواسطة جامه العجيب، الجام الجهاني، فأراد معاقبتهما. فبقدرة ذلك الجام، أضرم نار الهوى في قلبيهما أكثر من ذي قبل، ولكنه في الوقت نفسه سلب منهما القدرة على نيل اللذّة، فصار عشقهما عذابًا لا يُحتمل.
في يأسٍ شديد، قرر سلامان وأبسال الانتحار والذهاب معًا إلى البحر ليغرقا. لكن الملك، بنظرته الثاقبة للعالم، أمر البحر بسحب أمواجه عن جسد سلامان. وهكذا، نجا سلامان، وغرقَت أبسال في أمواج البحر.
أصيب سلامان بحزنٍ شديد حتى أشرف على الهلاك من فرط الأسى. فاستغاث الملكُ بحكيمه أقليقولاس، فطمأنه الحكيمُ ووعده بأن يُعيد أبسال إليه. أخذ الحكيم سلامان إلى مغارة تُدعى ساريقون، وألبسه ثياب أبسال، وأمره بالخلوة والصوم أربعين يومًا. ثم أظهر له صورة خيالية تمثّل أبسال، وعرضها عليه، فاجتمع سلامان بتلك الصورة كما لو كانت أبسال نفسها، واستغرق في وصالٍ موهوم.
ظلّ الحكيم طَوال أربعين يومًا يُري سلامان صورة أبسال كلَّ يوم، بينما كان هو منشغلًا باستحضار صورة فينوس، إلهة الجمال. وفي اليوم الأربعين، حين اكتملت خلوة سلامان، أراه الحكيم صورة فينوس، فهام بها سلامان عشقًا، ونسِي أبسال تمامًا. ثم سخر الحكيم صورة فينوس لسلامان، حتى صارت تتجلّى له في كل حين، لا تفارقه. وبهذا العشق النقي، ارتقت نفس سلامان، وبلغ صفاء الباطن، فاستحقّ بذلك المُلك، فجلس على عرش أبيه، وتولّى الملك مكان هِرمانوس.
أمر سلامان بتدوين هذه القصة وتعليقها في قبر أبيه هيرمانوس بأهرامات مصر. وبعد سنوات، فتح أرسطو والإسكندر - بناءً على طلب معلمهما أفلاطون - الأهرامات وأرسلا قصة سلامان وأبسال إلى جميع أنحاء العالم، وترجم حنين بن إسحاق القصة من اليونانية إلى العربية.

### الرواية الثانية عن ابن سينا
في العصور القديمة، كان هناك أخوان يُدعيان سلامان وأبسال؛ كان سلامان الأخ الأكبر والحاكم، وأما أبسال فكان الأصغر، حسنَ الطلعة، حكيمًا وشجاعًا.
وقعت زوجة سلامان في حب أخي زوجها، وأرادت أن تحتال لتجتمع به، لكن أبسال امتنع عنها، وأعرض عن الاقتراب منها. فدبرت زوجة سلامان حيلة، فزوّجت أختها لأبسال، لكنها سرًا اشترطت على أختها أن تشاركها فيه. تمّ الزواج بين أبسال وأخت زوجة أخيه، ولكن في ليلة الزفاف، تسللت زوجة سلامان بنفسها إلى فراش أبسال بدلًا من أختها. غير أن أبسال أدرك الأمر، فنأى بنفسه عنها مرة أخرى.
أراد أبسال أن يبتعد عن المرأة الماكرة، فقال لأخيه سلامان إنه عازم على فتح البلاد وتوسيع المملكة. فوافق سلامان وأرسله مع جيش إلى أرض بعيدة. لكن زوجة سلامان، التي كانت تضمر الحقد لأبسال، أرسلت أموالًا لقادة جيشه، ورشَتْهم ليتخلوا عنه في ساحة المعركة. وهكذا، تُرك أبسال وحده في قلب القتال، فأُصيب بجراح بالغة، ونجا من الموت بشق الأنفس، ثم عاد إلى بلاده مثقَلًا بالألم والخيانة.
رأت زوجة سلامان أن أبسال قد نجا، فسمّمته وقتلته. حزن سلامان على أبسال، فاستقال من الحكومة ولجأ إلى العزلة. وبسبب هذه العزلة، أصبح عرضة للإلهامات الخارقة للطبيعة، وأدرك أن زوجته هي قاتلة أبسال، فقتلها بنفس السم الذي استخدمه لقتل أبسال.